# Volapük nyelv
A volapük nyelv nemzetközi közvetítőnyelv, a posteriori jelentős a priori jellegzetességgel, eklektikus, nyelvtana sematikus.
A volapüköt Johann Martin Schleyer (1831–1912) katolikus prelátus alkotta meg, először 1879-ben jelent meg egy Litzelstettenben kiadott egyházi újság (Sionsharfe) mellékleteként. Az első teljes nyelvkönyv 1880-ban jelent meg német nyelven. 2000-ben beszélőinek száma 20 főre volt tehető, egykoron kb. 200 000 ember beszélte 40 országban.
A volapük volt az első mesterséges nyelv, amely jelentősebb sikereket ért el. Mozgalom szerveződött körülötte, kongresszusokat rendeztek, tanárokat képeztek, folyóiratot adtak ki és irodalmi kezdeményezések is születtek. A mozgalom mintegy 10 évig virágzott, aztán lassan elhalt: a nyelv nem bizonyult fejlődőképesnek, nem lehetett a gyakorlatban használni, és megjelent az eszperantó, amely igen sok hívet elcsábított a volapüktől.
A nyelv legnagyobb sikereit Franciaországban és Németországban érte el. Az első nyelvtervezet volt, amely hazánkban is visszhangot váltott ki, jelesebb művelői: Bánfi György és Pozder Károly voltak.
1887-ben alakult meg a Volapük Akadémia (Kadem Bevünetik Volapüka), vezetői August Kerckhoffs, Woldemar Roserberger és Arie de Jong voltak, munkájuk során valamennyien a nyelv megreformálására törekedtek.

## Nyelvtan

### A volapük betű- és hangrendszere
A volapük ábécé 28 betűből áll:
A magyartól eltérő betűk a következők:
- a – rövid á, mint a magyar palócok kiejtésében
- ä – magyar e
- c – magyar cs
- e – zárt e (ë), mint például a magyar egy, meg, fel (ëgy, mëg, fël) stb. szavakban (rövid é)
- j – magyar s
- q – mint az Ahmed szó h-ja, erős h (ch)
- s – magyar sz
- y – magyar j
- z – magyar c

Schleyer eredeti tervezetében megalkotott még három speciális, csak a volapükben használt betűt is, melyeket később az egyszerűbb használat miatt lecseréltek egy umlautos latin betűre:
| Betű trémával | Tervezett betű | Unicode |
| ------------- | -------------- | ------- |
| Ä             | Ꞛ              | A79A    |
| ä             | ꞛ              | A79B    |
| Ö             | Ꞝ              | A79C    |
| ö             | ꞝ              | A79D    |
| Ü             | Ꞟ              | A79E    |
| ü             | ꞟ              | A79F    |

A hangsúly mindig az utolsó szótagon van; kivéve: a mindig kötőjellel hozzátett -li kérdőszócskát (magyar -e).

### Szókészlet
A morfémák eredetét tekintve 1/3 angol, 1/4 latinid, 1/5 német eredetű. A többi különböző más nyelvekből átvett elem.
Az alapmorfémák főnévi jellegűek, képletük CVC (C – mássalhangzó, V – magánhangzó). Általában egy szótagúak.
A szóképzés fő szabályai:
1. A szavakat általában az eredeti fonetikájuk szerint írjuk, de sok a kivétel.
  - beam – bim – fa
  - life – lif – élet
  - hymn – hüm – himnusz
2. Az egyszótagúság érdekében csonkítjuk a szavakat
  - chamber – cem – kamra
  - particularité – pat – különlegesség
3. A magánhangzóval kezdődő szó elé l betűt teszünk.
  - Auge – log – szem
  - écho – lek – visszhang
4. Az r hangot lehetőleg nem használjuk (általában l-lel helyettesítjük, vagy elhagyjuk).[3]
  - Berg – bel – hegy
  - year – yel – év
  - roof – nuf – tető
  - forêt – fot – erdő

Egy részletes példa a szóalkotásra: Schere („olló”, német) → *jeer (sch → j) → *jer (nincs kettőzött magánhangzó) → jel (az r miatt) → jil (a jel „kincs”-et jelent) → jim (a jil „örök női”-t jelent)

### A képzőrendszer
1. Előképzők
  - kötőjeles formák
    - ji- – valakinek a felesége: tidel – ji-tidel (tanító – tanítóné)
    - of- – nőnemű pár:  tidel – of-tidel (tanító – tanítónő)

  - egybeírt formák
    - be- – főnévképző: givön – begivön (adni – adomány)
    - da- – igeképző: tuvön – datuvön (találni – feltalálni)
    - ge- – vissza-: givön – gegivön (adni – visszaadni)
    - gi- – ismétlés: mekön – gimekön (tenni – újracsinálni)
    - ko- – kölcsönösség: komön – kokomön (jönni – találkozni)
    - le- – nagyítás: dom – ledom (ház – palota)
    - lu- – mostoha: fat – lufat (apa – mostohaapa); selejt: söl – lusöl (úr – uracska)
    - lü- – sógorság: fat – lüfat (apa – após)
    - ne- – ellentét: flen – neflen (barát – ellenség)
    - ta- – ellen-: pukön – tapukön (mondani – ellentmondani)

  - előképzőként használt gyökök
    - gle- – nagy: zif – glezif (város – főváros)
    - sma- – kicsi: bel – smabel (hegy – domb)

  - előképzőként használt elöljárószók
    - bi- – előtt: nem – binem (név – előnév)
    - disa- – alatt: penöm – disapenöm (írni – aláírni)
    - zi- – körül: logam – zilogam (látás – körültekintés)
2. Utóképzők
  - -af – állatnév: spul – spulaf (háló – pók)
  - -al – fosztóképző: san – sanal (megmentés – megváltó)
  - -am – cselekvés: fom – fodam (alak – alakítás)
  - -an – szakma: gel – gelan (orgona – orgonista)
  - -av – tudomány: stel – stelav (csillag – csillagászat)
  - -äl – elvont fogalom: kap – kapäl (fej – értelem)
  - -än – ország: reg – regän (király – királyság)
  - -ef – együttes: muzig – muzigef (zene – zenekar)
  - -el – lakos: Päris – pärisel (Párizs – párizsi); foglalkozás: kuk – kukel (főzés – szakács); nagyszülők: fat – fatel (apa – nagyapa)
  - -em – csoport: flol – flolem (virág – csokor)
  - -en – ipar: bil – bilen (sör – sörfőzés)
  - -ik – anyagnévképző: boad – boadik (fa – fa-)
  - -il – kicsinyítőképző: bod – bodil (kenyér – zsemlye)
  - -in – vegyi elem: vat – vatin (víz – hidrogén)
  - -ip – betegség: lad – ladip (szív – szívbaj)
  - -it – madárnév: gal – galit (ébresztés – kakas)
  - -lik – melléknévképző: boad – boadlik (fa – fás (terep))
  - -öf – hajlam: dun – dunöf (cselekvés – aktivitás)
  - -ön – igeképző: pük – pükön (nyelv – beszélni)
  - -öp – helyiség: kaf – kaföp (kávé – kávéház)
  - -sik – tulajdonság: boad – boadsik (fa – fás (retek))

Egy példa – szóképzés a pük (nyelv) szóra: pükön (beszélni), motapük (anyanyelv), pükatidel (nyelvtanár), püket (beszéd), pükik (nyelvi), püketil (hozzászólás), pükapök (nyelvbotlás), pükatön (beszélgetni), telapükav (párbeszéd), gepükön (válaszolni), pükav (nyelvészet), okopükol (monológ), püked (vélemény), lepük (állítás), pükel (szónok), lupüklan (dadogás), möpükel (poliglott), nepük (csend), püköf (ékesszólás), nepüken (hallgatni), gepük (válasz) stb.

### Alaktan
Névelő nincs. Nem volapük szavak előtt használható az el határozott névelőként.
A főnév ragozása minden névszói kategóriában azonos:
```
         Alany e.:            tő               
fat
           apa
         Birtokos e.:         
-a
               
fata
          apának a …, apa …-ja
         Részeshatározós e.:  
-e
               
fate
          apának
         Tárgy e.:            
-i
               
fati
          apát
         Megszólító e.:       főnév előtti 
o
   
o fat
         apa!
```

Többes szám jele az -s: fats (apák).
A főnév is fokozható (lásd a melléknévnél).
A melléknév képzése: gyök + -ik: gud – gudik (jóság – jó)
Fokozása:
```
         Alapfok:           tő               
gudik
           jó
         Középfok:          
-um
              
gudikum
         jobb
         Felsőfok:          
-ün
              
gudikün
         legjobb
         Túlzófok:          
vemo
 + Alapfok   
vemo gudik
      legeslegjobb
```

A „mint” kötőszónak a volapükben a ka felel meg.
Névmások:
- személyes névmások: ob, ol, om/of/os; obs, ols oms/ofs
- személytelen és magázó névmás: on; ons
- visszaható névmás: ok; oks
- birtokos névmások: obik, olik, omik/ofik/osik; obsik, olsim, omsik/ofsik

Számnév:
- tőszámnevek: nul, bal, tel, kil, fol, lul, mäl, vel, jöl, zül (0-9); bals (10), tels (20), …; balsetel (12), …; tum  (100), mil (1000), balion (1000000)
- sorszámnév: -id – balid (első)
- szorzó számnév: -ik – balik (egyszer) vagy -na – balna (egyszer)
- törtszámnév: -dil – kidil (harmad)
- gyűjtőszámnév: a + tő – a tel (ketten együtt)
- főnévi számnév: -el – balsel (a tízes)
- igei számnév: -ön – balön (egyesít), telön (megkettőz)

Az ige ragozása szintetikus. A kijelentő módnak, jelen időnek nincs jele.
Személyragozás a tőhöz csatolt személyes névmásokkal:  löfön (szeretni): löfob, löfol, löfom/löfof; löfobs, löfols, löfofos/löfoms; löfon, löfons
Módjelek:
- feltételes mód: -la – löfla
- óhajtó mód: -ös – löfös
- felszólító mód: -öd – löföd
- engedő mód: -öz löföz
- főnévi igenév: -ön – löfön
- melléknévi igenév: -öl – löföl

Időjelek:
- egyszerű múlt: ä- – älöf
- múlt idő: e- – elöf
- régmúlt idő: i- – ilöf
- jövő idő: o- – olöf
- eljövő idő: u- – ulöf

Szenvedő alak: p- (az időjel elé)
Folyamatos alak: -i- (a gyök és az időjel közé)
Visszaható alak: -ok
Kölcsönösen visszaható alak: ragozott ige + oki/okis: löfob okis
A személytelen igét a 3. személyű semleges személyes névmással képezzük: nifos (havazik)
Határozószó:
- Képzett: melléknév + -o: gudik – gudiko
- Eredeti: te (csak), ti (majdnem), za (alig), is (itt), us (ott), ofen (gyakran), nevelo (soha), suno (korán), nesuno (későn), nu (most), ya (már), si (igen), no (nem)

Elöljárószók: al (-hoz, -hez, -höz), bifü (előtt), in (-ban, -ben), pos (után), se (kívül),  po (mögött), dis (alatt),  ko (-val, -vel), nen (nélkül), ta (ellen),  fa (által), plo (-ért)
Kötőszók: e (és), i (is), u (vagy), ni (sem), ab (de), das (hogy), if (ha), ven (amikor), ido (mert), kludo (tehát)

### Mondattan
A kijelentő mondat megegyezik az általánosan elfogadott szórenddel.
A kérdő mondatban, ha nem kérdő névmással kezdődik, az állítmányhoz kötelezően hozzájárul a -li szócska.
Második személyben a kettős l kiküszöbölésére a li szócska előre kerül.
A tagadás a tagadott szót közvetlenül megelőző no tagadószóval történik.

### Szövegminta
Vörösmarty: Szózat (első versszak, Bánfi György fordítása)

## A volapük és az eszperantó
L.L. Zamenhof (az Eszperantó nyelv megalkotója) ismerte a volapük nyelvet, már az Unua Libro (az első eszperantó nyelvkönyv) kiadása előtt. A volapük kis részben befolyásolta az eszperantó szókincsét és nyelvtanát is.
Zamenhof tanult a volapük számos hibájából, elismerte erényeit, de keményen meg is kritizálta.

## Emlékezete, megjelenése a szépirodalomban
- A volapük nyelv nevéből vette Móra Ferenc a rövid, anekdotikus jellegű, Volapük című novellájának a címét (megjelent a Nádihegedű című kötetben). A novella maga nem konkrétan e nyelvről szól, a közvetítő nyelvek megbízhatóságával foglalkozik eltérő anyanyelvű személyek között,